# Tillandsia fusiformis
Espèce
Classification phylogénétique
Tillandsia acuminata L.B.Sm. est une espèce de plantes à fleurs de la famille des Bromeliaceae originaire d'Amérique du Sud.
L'épithète fusiformis, « fusiforme », se rapporte à la forme de l'inflorescence.

## Protologue et Type nomenclatural
Tillandsia fusiformis L.B.Sm., in Contr. U.S. Natl. Herb. 29: 438, fig. 43 (1951)
Diagnose originale :
« A T. sceptriforme Mez et Sodiro, cui affinis, statura parva, laminis bractearum primarum strictis, sepalis acutis differt. »
Type :
- leg. M.B. & R.C. Foster, n° 1970a, 1946-11-21 ; « on trees and rocks, at La Cabana near Pepino, Territory of Putumayo, Columbia, altitude 1,200 meters »[1] ; Holotypus GH (Gray Herbarium) (GH 29421)
- leg. M.B. & R.C. Foster, n° 2341 ; « Colombia. Nariño. La Cabana near Pepino. 1200 m. On trees and rocks » ; Typus (fragm.) US National Herbarium (US 00089206). Le problème de savoir si Foster 1970a et Foster 2341 représente ou non une seule et même collecte renumérotée est discuté dans le protologue. Dans le premier cas il s’agirait d’un isotype, dans l’autre d’un syntype. Cette planche de Foster 2341 à US est étiquetée comme isotype.

## Synonymie
(aucune)

## Écologie et habitat
- Typologie : Plante vivace acaule ; épiphyte[1],[2] ou saxicole[1],[2]
- Habitat : ?
- Altitude : ?

## Distribution
- Amérique du sud :
  -  Colombie
    - Putumayo[1]

  -  Équateur[2]

## Comportement en culture
Tillandsia acuminata est une plante encore mal connue qui ne semble pas avoir été introduite en culture.